# بيز لاغريف
بيز لاغريف (بالإنجليزية: Piz Lagrev)‏ هو أحد جبال سلسلة جبال الألب ألبولا ويقع في كانتون غراوبوندن في سويسرا. يحتل المرتبة رقم 154 في قائمة جبال سويسرا من حيث الارتفاع، إذ يبلغ ارتفاعه حوالي 3165 متر، بينما يبلغ ارتفاع نتوء الجبل 855 متر، هذا وقد سجل أول وصول لقمة الجبل عام 1875.